# Boreomysis verrucosa
Boreomysis verrucosa är en kräftdjursart som beskrevs av W. M. Tattersall 1939. Boreomysis verrucosa ingår i släktet Boreomysis och familjen Mysidae. Inga underarter finns listade i Catalogue of Life.